# Robinsonia suffusa
Robinsonia suffusa är en fjärilsart som beskrevs av Rothschild 1909. Robinsonia suffusa ingår i släktet Robinsonia och familjen björnspinnare. Inga underarter finns listade.